# Estádio Alcides Santos
Estádio Alcides Santos – stadion piłkarski, w Fortaleza, Ceará, Brazylia, na którym swoje mecze rozgrywa klub Fortaleza Esporte Clube.